# Casigneta spinicauda
Casigneta spinicauda är en insektsart som beskrevs av Heinrich Hugo Karny 1921. Casigneta spinicauda ingår i släktet Casigneta och familjen vårtbitare. Inga underarter finns listade i Catalogue of Life.